# Territory
Territory, (originaltitel: Rogue) är en australisk-amerikansk skräckfilm från 2007, regisserad och skriven av Greg McLean.
Radha Mitchell och Michael Vartan spelar huvudrollerna som turistkaptenen Kate Ryan och journalisten Pete McNeil, som tillsammans med en grupp turister stöter på en människoätande krokodil och måste överleva tillsammans när krokodilen börjar äta dem.

## Handling
Ett gäng turister ska ut på safari för att titta på krokodiler. Allt är lugnt i början, men när de tagit sig in på ett farligt område, får de kämpa för sina liv.

## Rollista (urval)
- Radha Mitchell som Kate
- Michael Vartan som Pete
- Sam Worthington som Neil
- Caroline Brazier som Mary
- Stephen Curry som Simon
- Celia Ireland som Gwen
- John Jarratt som Russell
- Heather Mitchell som Elizabeth
- Geoff Morrell som Allen
- Damien Richardson som Collin
- Robert Taylor som Everett
- Mia Wasikowska som Sherry
- Barry Otto som Merv

## Intäkter
Budgeten för filmen var cirka 27 miljoner australiska dollar, med intäkterna okända då filmen fortfarande visas på biografer runt om i världen. Vid de australiska galorna Australian Film Institute och Australien Writers' Guild vann filmen en AFI Award för "Bästa visuella effekter" och nominerades för en Awgie Award för "Bästa originella spelfilm".

## Releasedatum
Filmen hade premiär i Australien den 8 november, 2007, som senare släpptes på DVD i maj 2008. I Sverige ska filmen släppas på DVD den 8 november, 2008 under namnet Territory, enligt uthyrningsföretaget Lovefilm.